# Shawn Moran
Shawn Moran (* 19. November 1961 in Lakewood) ist ein US-amerikanischer Speedway- und Langbahnfahrer. Er wurde 1983 in Marianske Lazne Langbahn-Weltmeister, trotz eines gebrochenen Beines, sicherte er sich 1981 die Speedway-Junioren-Weltmeisterschaft und gewann 1982 und 1990 mit dem US-Speedway-Team die Mannschafts-Weltmeisterschaft.
In den europäischen Speedway-Profiligen startete Shawn Moran in England für Sheffield und Belle Vue sowie in Schweden für Hallstavik. Dreimal stand Moran im Speedway-Einzel-WM Finale, wobei ein 2. Platz 1990 in Bradford das beste Ergebnis darstellte, obwohl er nach dem Rennen disqualifiziert wurde, wegen eines Dopingvergehens, das von einem Medikament herrührte, welches ihm ein schwedischer Arzt nach dem Overseas-Finale verabreicht hatte. 1994 beendete Shawn Moran seine Karriere.

## Erfolge (Auszug)
- Im Einzel wurde er 1981 Speedway-U21 Weltmeister und 1983 Langbahn-Weltmeister
- Bei Speedway-WM Finals belegte er in Göteborg/SWE 1984 den 8. Platz, in Bradford/GB 1985 den 5. Platz und 1990 in Bradford/GB den 2. Platz
- nach dem WM-Finale wurde er disqualifiziert
- Bei Teamwettbewerben wurde er 1982 und 1990 Weltmeister

## Persönliches
Sein älterer Bruder Kelly Moran (* 21. September 1960; † 4. April 2010) war eben ebenfalls ein Weltklassefahrer im Speedway, der an Ostern 2010 an einer Lungenemphesys starb.
1984 nahm Shawn Moran eine Single-Coverversion des Chris Spedding Songs „Motor Bikin“ von 1975 auf.
Heute lebt Shawn Moran im niederbayerischen Pocking mit seiner deutschen Lebensgefährtin und gibt Speedway-Lehrgänge für Nachwuchsfahrer und Anfänger im Motorrad-Bahnrennsport.